# Husaren
Husaren var en kutterbrigg i svenska flottan. Hon var ett segelfartyg, byggd i trä med 18-20 kanoner.

## Tjänstgöringshistoria
Hon deltog bland annat i Gustav III:s ryska krig åren 1788-1790. Man kan särskilt nämna följande strider:
- Räden mot Baltischport

Hon förliste i svår storm på Kattegatt i november 1801.

## Långresa

### 1797–1800
Resan båbörjades redan 1797 och var från början inte tänkt att gå till Västindien 
men fartygschefen fick under resans gång order att bege sig till Saint Barthélemy i
Västindien. De skulle där bistå den svenske guvernören med att upprätthålla respekten för den svenska flaggan i Västindien. Fartygschef var löjtnant Johannes Pettersén (1762-1817).
När hon efter 13 månader skulle lämna Saint Barthélemy och resa tillbaka till Sverige tillsammans med två handelsbriggar råkade de ut för haverier samt dåligt väder och tvingades att återvända två gånger. Tredje gången kom de dock iväg och blev under hemresan prejade av ett brittiskt fartyg som avkrävde visitation vilken avvisades från svensk sida och resan kunde fortsätta.
1. Karlskrona Avseglade hösten 1797
2. Köpenhamn, Danmark Anlöpte november 1797
3. Malaga, Spanien
4. Cagliari, Sardinien, Italien
5. La Valletta, Malta, Italien
6. Tripoli, Libyen Anlöpte 25 juni 1798
7. Livorno, Italien
8. Tripoli, Libyen
9. Livorno, Italien
10. Tripoli, Libyen Anlöpte 8 december 1798
11. Malaga, Spanien Avseglade maj 1799
12. Kanarieöarna, Spanien
13. Saint Barthélemy, Västindien Anlöpte 1 juni 1799, avseglade 27 juni 1800
14. Saint Barthélemy, Västindien Avseglade 29 juni 1800
15. Saint Barthélemy, Västindien Avseglade 1 juli 1800
16. Helsingör, Danmark Anlöpte 16 september 1800
17. Karlskrona